# Conscience Morale
Pour le concept éthique, voir Conscience morale.
Conscience Morale (Ties That Bind), est une série télévisée américaine en dix épisodes de 42 minutes créée par Sheryl J. Anderson et diffusée entre le 12 août 2015 et le 14 octobre 2015 sur Up (en).
Au Québec, elle est diffusée depuis le 16 novembre 2015 à Super Écran puis en clair à partir du 14 septembre 2016 sur VRAK.TV. En France, depuis le 27 février 2021 sur Serie Club. Elle reste inédite dans les autres pays francophones.

## Synopsis
Allison McLean est une détective de police expérimentée. Son monde bascule lorsqu'elle procède à l'arrestation de son frère, Tim. En l'absence de leur mère, Allison décide de recueillir ses deux neveu et nièce, Cameron et Mariah. Ses journées ne seront plus jamais pareilles.

## Distribution

### Acteurs principaux
- Kelli Williams (VF : Laura Préjean) : Allison McLean
- Jonathan Scarfe (VF : Xavier Fagnon) : Matt McLean
- Dion Johnston (VF : Frantz Confiac) : Devin Stewart
- Mitchell Kummen (VF : Julien Alluguette) : Jeff McLean
- Luke Perry (VF : Lionel Tua) : Tim Olson
- Natasha Calis (VF : Marie Diot) : Rachel McLean
- Rhys Matthew Bond (VF : Alexandre Guansé) : Cameron Olson
- Matreya Scarrwener (VF : Adeline Chetail) : Mariah Olson

### Acteurs récurrents
- Aaron Craven (VF : Jérémy Prévost) : Pete Lee (5 épisodes)
- Alison Araya (VF : Céline Duhamel) : Victoria Velasquez (4 épisodes)

### Invités
- Jason Diablo (VF : Eric Marchal) : Hector Gutierrez
- Paula Giroday (VF : Véronique Picciotto) : Pam
- Ellie Harvie (en) (VF : Brigitte Virtudes) : Leslie Mathews
- C. Thomas Howell (VF : Serge Faliu) : Mr. Witherspoon
- Jennifer Spence (VF : Catherine Desplaces) : Mme Lowens

- Version française
  - Société de doublage : Nice Fellow[4]
  - Direction artistique : Marie-Christine Chevalier
  - Adaptation des dialogues : Matthias Delobel et Tim Stevens

 Source et légende : version française (VF) sur RS Doublage et Doublage Séries Database

## Développement

### Production
Le 19 décembre 2014, UP commande la série qui sera alors composée de dix épisodes et diffusée durant l'été 2015.
Le tournage de la première saison a commencé en février 2015.

## Épisodes
1. Mon frère, mon ennemi (Pilot)
2. Un nouveau départ (A Fresh Start)
3. Fantômes (Ghosts)
4. Ça ne se voit pas (It Doesn't Show)
5. L'union fait la force (United Front)
6. Substances réglementées (Controlled Substance)
7. Le fond de l'histoire (The Whole Picture)
8. Rendre ses comptes (Paying for It)
9. Héritage (Legacy)
10. Protéger et servir (Protect and Serve)